# Beryl Cook
Pour les articles homonymes, voir Cook.
Beryl Cook, née le 10 septembre 1926 à Egham dans le Surrey et morte le 28 mai 2008 à Plymouth, est une artiste peintre naïve britannique.

## Biographie
Beryl Frances Lansley, naît le 10 septembre 1926 à Helmsley, Pooley Green Road, Egham dans le Surrey. Elle est la troisième des quatre filles d'Adrian Stephen Barton Lansley, ingénieur mécanicien, et de son épouse, Ella, née Farmer-Francis, employée de bureau. Ses parents se séparent quatre ans plus tard. Elle grandit à Reading,.
Elle ne fait pas d'études artistiques, quittant l'école à l'âge de 14 ans.
En 1946 elle épouse John Cook, tous deux dirigent un pub
En 1951, après s'être installée en Rhodésie du Sud (aujourd'hui Zimbabwe), elle commence à expérimenter avec le set de peinture acheté pour son petit fils.
En 1963 le couple retourne en Grande-Bretagne et s'installe à Loove dans les Cornouailles.
Elle commence à peindre sérieusement vers l'âge de 40 ans et en 1975, elle a sa première exposition, au Centre des Arts de Plymouth. C'est un grand succès et en quelques années, elle devient fort bien connue à travers d'autres expositions, des apparitions à la télévision et la publication de la première de plusieurs collections de ses œuvres sous forme de livre (The Works, 1978), avec les peintures accompagnées de ses propres commentaires amusants. Ses personnages joufflus, généralement joviaux, sont également très utilisés sur les cartes de vœux. Les sujets de Cook sont tirés de la vie de tous les jours et impliquent souvent le genre d'humour grivois associé aux vacances au bord de la mer (elle tenait une pension de famille à Plymouth) et aux journaux tabloïdes du dimanche (souvent elle incorpore du papier journal comme élément de collage dans son travail).
Beryl Cook est anoblie en 1995.
Une rétrospective lui est consacrée en 2006 au Baltic Centre for Contemporary Art et une autre en 2008 à la Plymouth University.
Elle meurt le 28 mai 2008 à Plymouth.